# Blauw is bitter
Blauw is bitter is een jeugdboek geschreven door de Vlaamse jeugdauteur Dirk Bracke. Het verscheen voor het eerst in 1994 en won in 1995 de Prijs van de Amsterdamse Jeugdjury.
Het verhaal gaat over de kinderprostitutie in de Filipijnen, die het leven van duizenden meisjes tot een hel maakt. Het boek ontleent zijn titel aan het feit dat alle meubels in de bar, waar het hoofdpersonage Lina werkt, blauw zijn.

## Inhoud
Het hoofdpersonage van het boek is de twaalfjarige Lina. Zij wordt door haar vader verkocht en wordt gedwongen tot prostitutie in een bar in Manilla. Lina veronderstelt dat ze als hulpje in de bar moet werken, maar al gauw dwingt de eigenaar van Lina haar tot prostitutie.
Als ze Sergio, een gewone Filipijnse tiener die geen slechte bedoelingen heeft en in een krottenwijk woont, ontmoet, durft zij niet te vertellen dat ze een prostituee is. Omdat Lina niet genoeg kan sparen met het geld dat ze krijgt van Max, ziet ze geen andere manier om weg te komen dan zichzelf te verminken. Ze snijdt met een glasscherf in haar gezicht tot ze onherkenbaar is en Max niets anders kan doen dan haar te laten gaan. Sergio vindt het niet erg dat ze nu afschuwelijk verminkt is, en uiteindelijk komt Lina werken bij Sergio, die etiketten naait in T-shirts.